# Emanuel Bakla
Emanuel Bakla (11. srpna 1878 Praha-Malá Strana - 17. března 1943 Praha), byl český akademický malíř.

## Život
Narodil se v Praze na Malé Straně v rodině obuvnického mistra Václava Bakli a jeho ženy Františky roz. Vondrákové. Vyrůstal se třemi sourozenci, bratry Františkem (*1876), Rudolfem (*1881) a sestrou Marií (*1884).Emanuel studovat na pražské malířské akademii u prof. Maxmiliána Pirnera a Václava Brožíka. Působil většinou v Praze, věnoval se krajinomalbě a především pohledům na starou Prahu a její kouzelná zákoutí. Maloval převážně velká plátna s pohledy na Karlův most a jiné pražské dominanty. Zemřel v Praze v roce 1943 a byl pohřben na Olšanech.

## Galerie

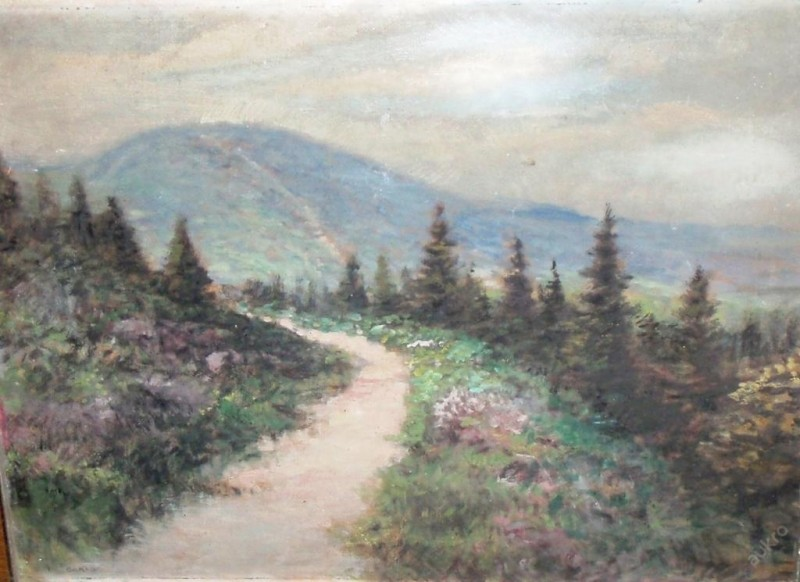
Krajinka, olej na kartonu
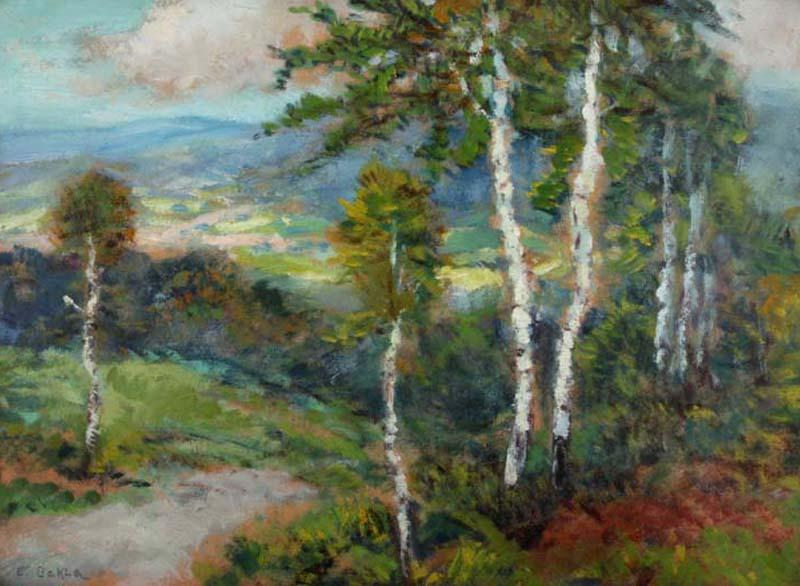
Krajina v Posázaví (1930)
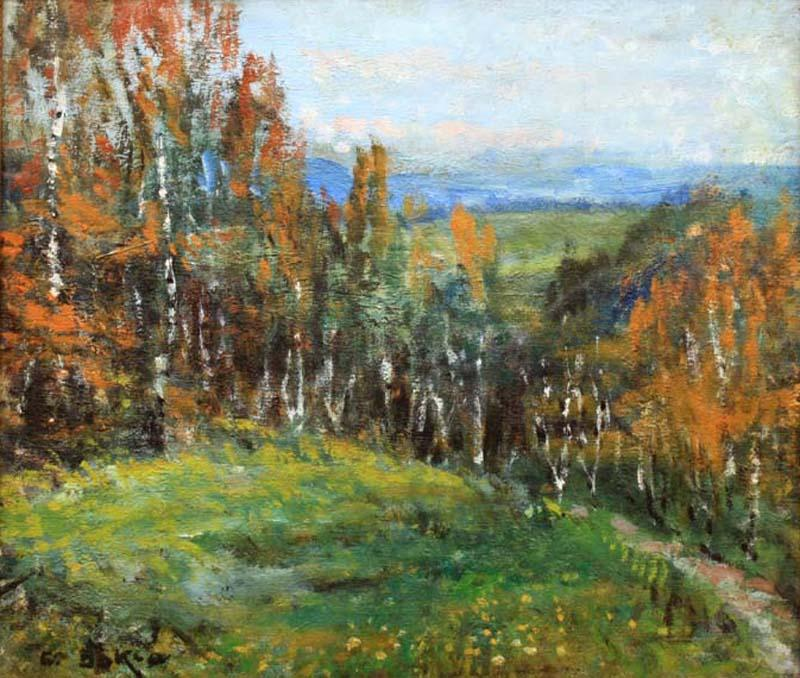
Krajina
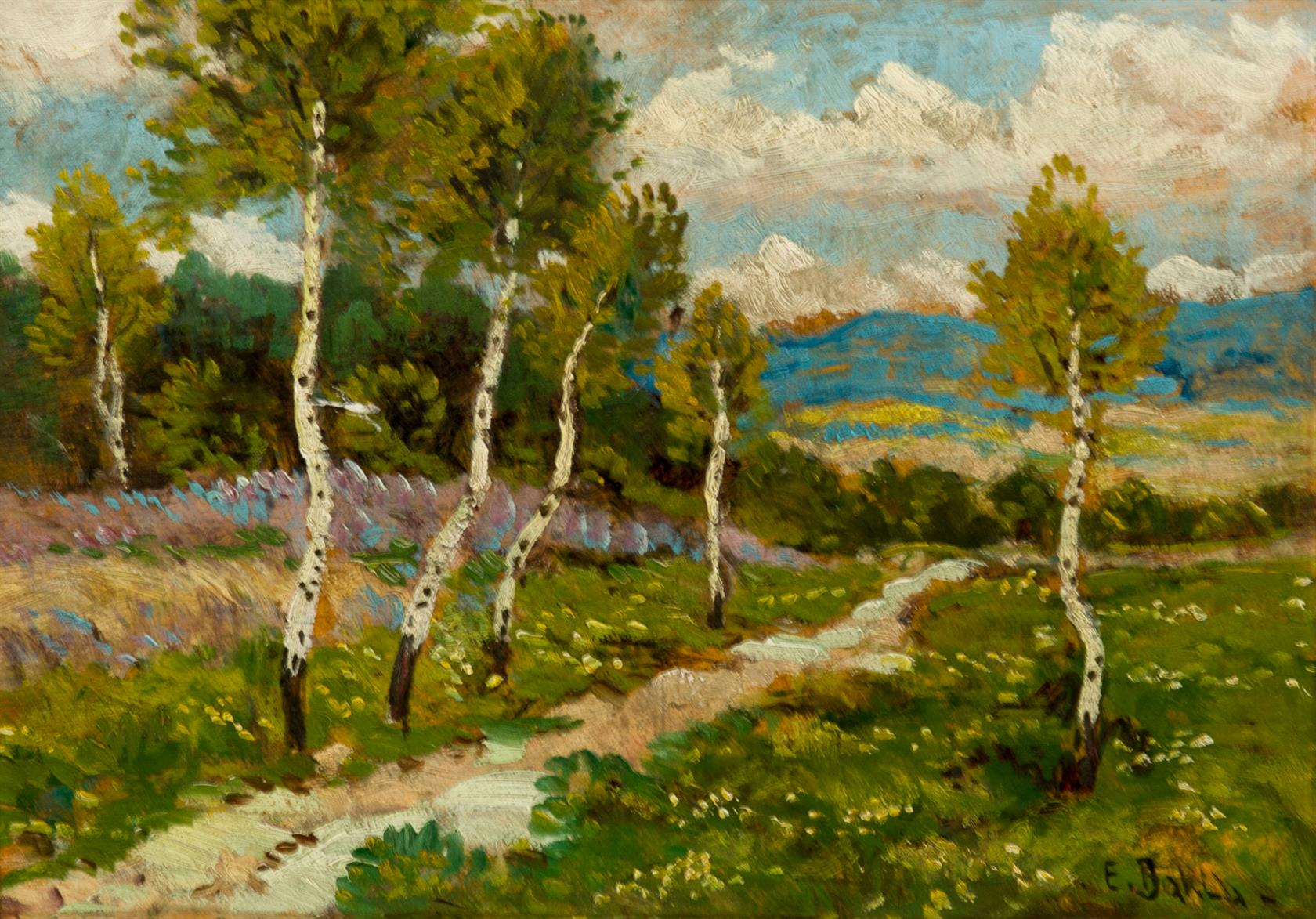
Břízy, olej na kartonu
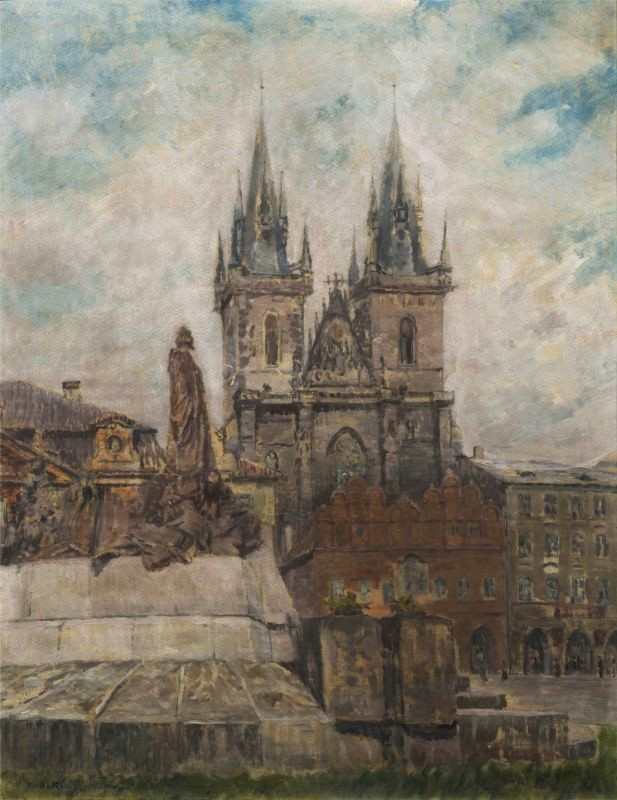
Týnské věže
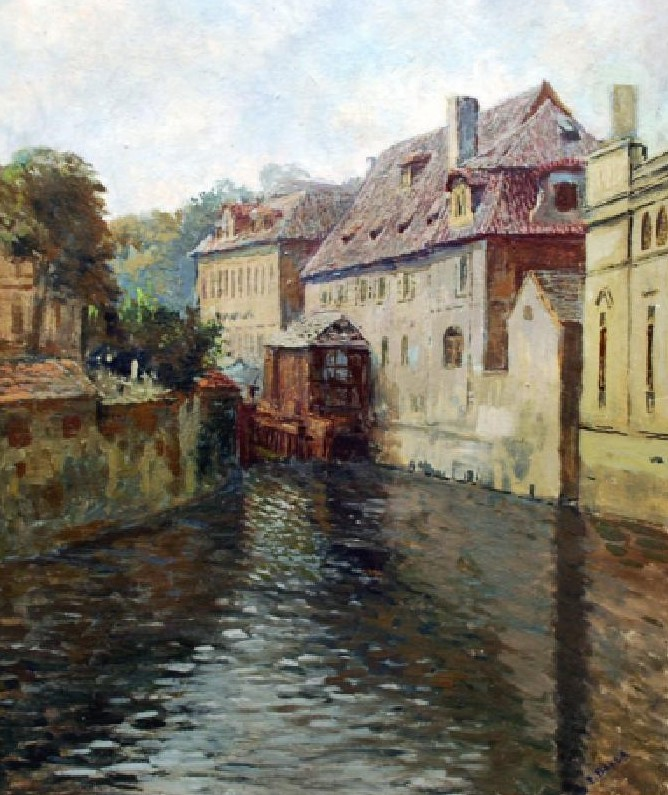
Kampa, olej na kartonu (1. pol. 20. století)
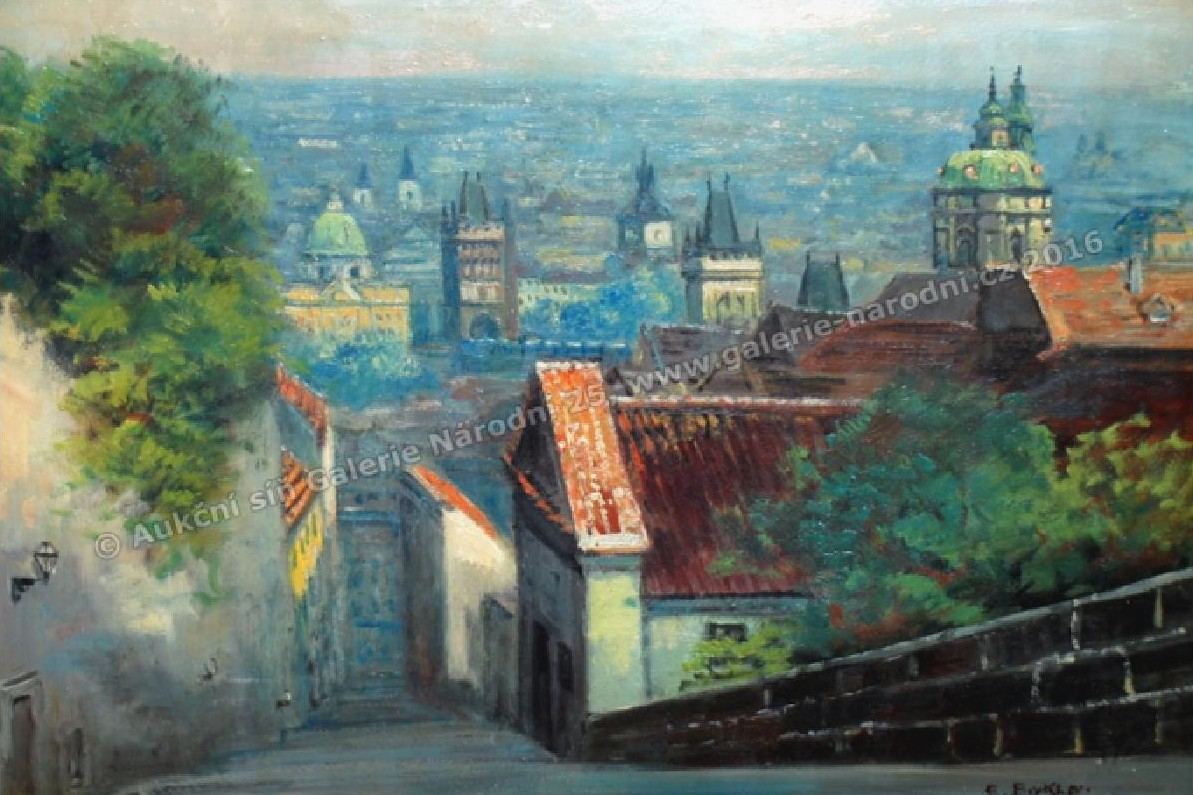
Zámecké schody (1. pol. 20. století)
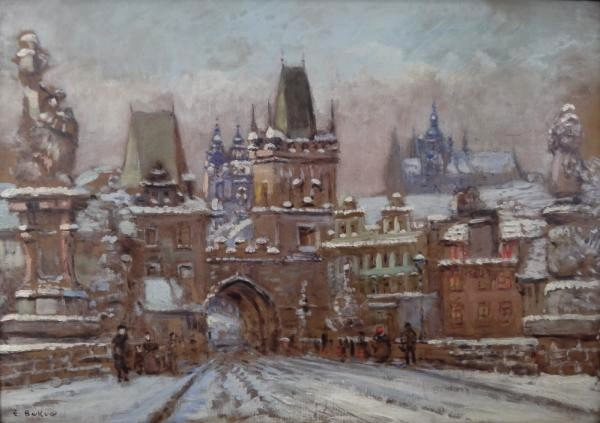
Zimní Praha (1920)
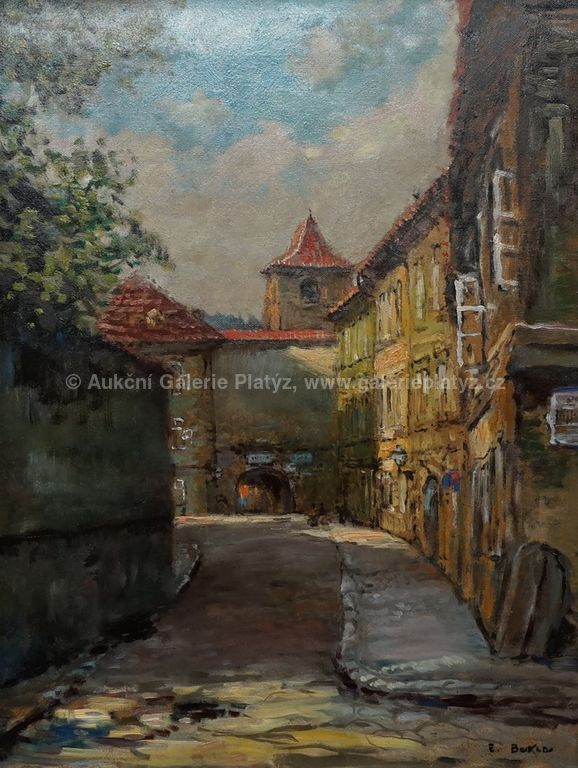
Prosluněný den
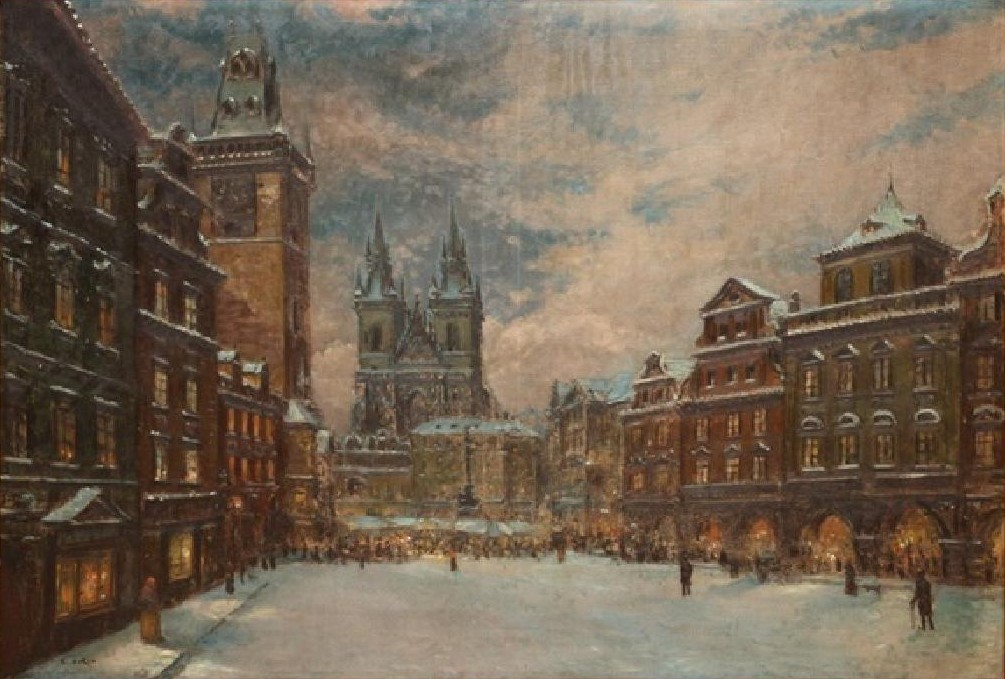
Chrám sv. Ludmily na Královských Vinohradech v Praze
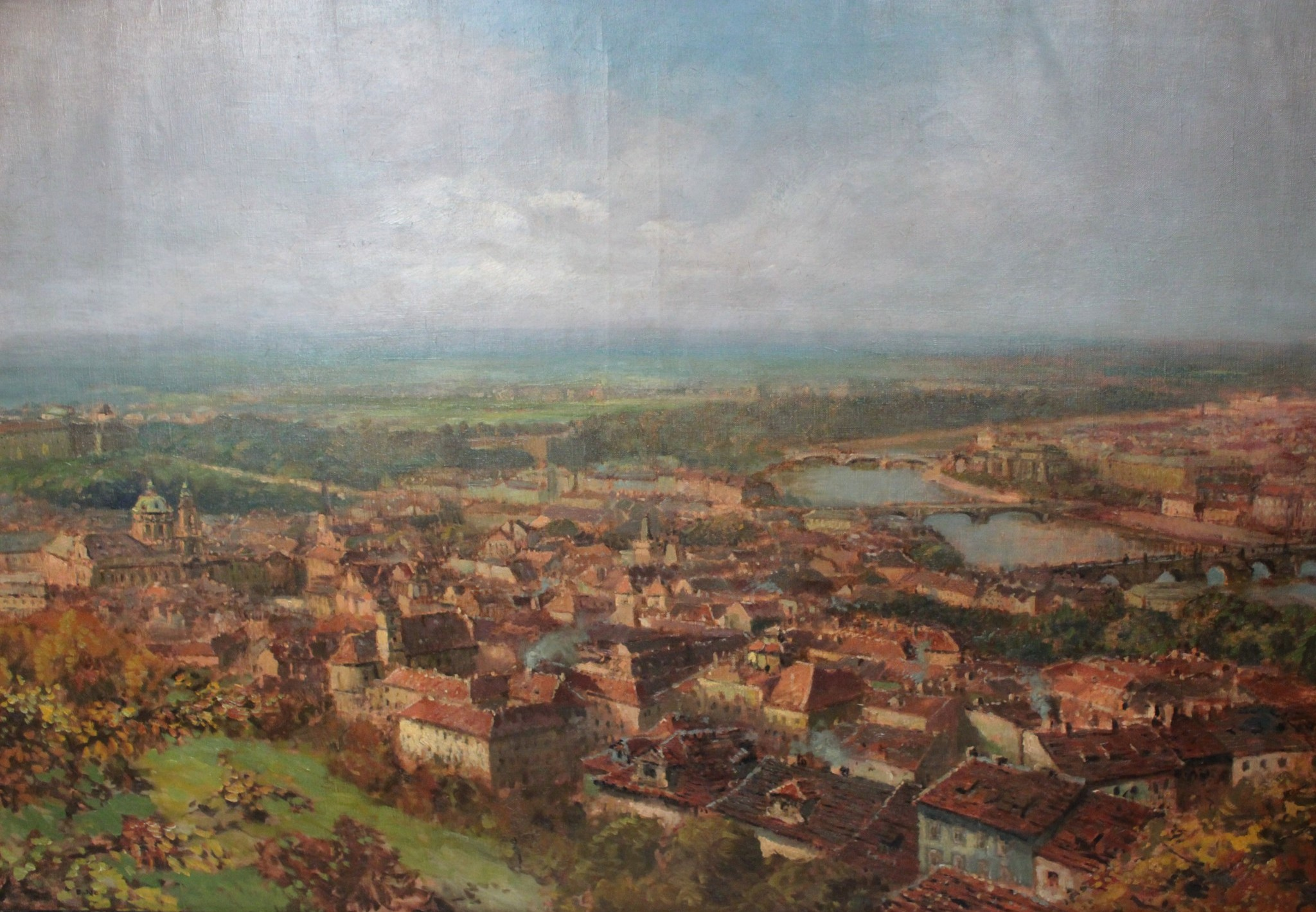
Praha z Petřína